# Basket Rimini Crabs 2005-2006
Questa voce raccoglie le informazioni riguardanti il Basket Rimini Crabs, sponsorizzato Coopsette, nelle competizioni ufficiali della stagione 2005-2006.

## Verdetti stagionali
- Legadue:

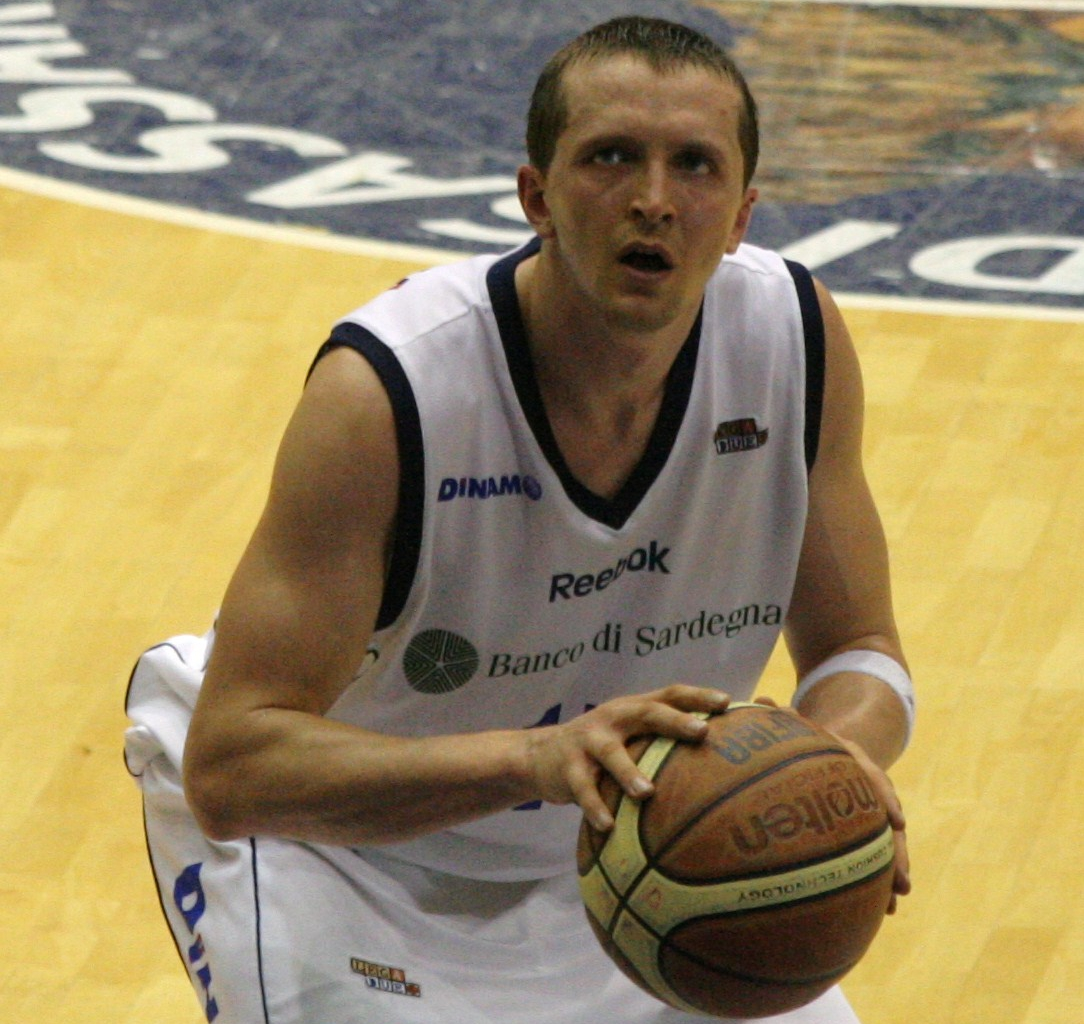
Trent Whiting, qui con la canotta di Sassari nel 2008

  - stagione regolare: 4º posto su 16 squadre (bilancio di 19 vittorie e 11 sconfitte);
  - play-off: eliminazione ai quarti di finale dalla Sutor Montegranaro (1-3).

## Stagione
Il coach è Paolo Rossi, già giocatore del Basket Rimini nel finale di carriera e già allenatore dei riminesi dal 1981 al 1983, nonché padre dell'ex biancorosso Pier Filippo Rossi. Proviene da una lunga esperienza nel mondo del basket femminile.
In estate viene definito il ritorno di Germán Scarone, dopo sette anni dall'ultima apparizione con la canotta dell'allora Pepsi Rimini.
A febbraio si registrano diversi movimenti di mercato: arrivano la guardia Tim Pickett e l'ala grande Lewis Sims, mentre vengono accantonati Odartey Blankson e Wojciech Barycz oltre al giovane Rinaldi mandato in prestito in terza serie. Inoltre la dirigenza era sul punto di cedere Simone Bagnoli, visto anche l'atteggiamento reputato insoddisfacente dalla società stessa e la volontà del giocatore di trasferirsi altrove, ma senza un sostituto italiano il lungo toscano è rimasto a Rimini.
A sole cinque partite dal suo arrivo, Pickett viene trovato positivo alla cannabis dopo un controllo antidoping: viene riutilizzato temporaneamente Blankson, ma due partite più tardi viene firmato l'australiano Sam Mackinnon.
Ai play-off i Crabs escono ai quarti di finale contro la Sutor Montegranaro, nonostante i marchigiani avessero chiuso la regular season al settimo posto e i Crabs al quarto.

## Organigramma societario
Area dirigenziale
- Presidente: Adriano Braschi

Area comunicazione
- Addetto stampa: Alessandro Ceccoli

Area sportiva
- General manager: Renzo Vecchiato
- Direttore tecnico: Manuel Capicchioni

Area tecnica
- Allenatore: Paolo Rossi
- Vice allenatore: Massimo Galli

Area sanitaria
- Medico sociale: Enzo Corbari
- Preparatore atletico: Marzio Balducci
- Massaggiatore: Marco Muccini
- Massaggiatore: Alberto Corbari

## Roster
| Basket Rimini Crabs 2005-2006 | Basket Rimini Crabs 2005-2006 |
| Giocatori                     | Staff tecnico                 |
| ----------------------------- | ----------------------------- |

| N. | Naz.                                       | Ruolo | Nome               | Anno | Alt.   | Peso   |  |
| -- | ------------------------------------------ | ----- | ------------------ | ---- | ------ | ------ |  |
| 4  | Stati Uniti (bandiera)                     | G     | Trent Whiting      | 1976 | 185 cm | 85 kg  |  |
| 5  | Argentina (bandiera) · Italia (bandiera)   | PG    | Ariel Filloy       | 1987 | 190 cm | 87 kg  |  |
| 5  | Stati Uniti (bandiera) · Spagna (bandiera) | AC    | Lewis Sims         | 1973 | 204 cm | 120 kg |  |
| 6  | Danimarca (bandiera)                       | AC    | Thomas Soltau      | 1982 | 210 cm | 104 kg |  |
| 6  | Australia (bandiera)                       | GA    | Sam Mackinnon      | 1976 | 197 cm | 100 kg |  |
| 7  | Italia (bandiera)                          | GA    | Federico Tassinari | 1977 | 195 cm | 93 kg  |  |
| 8  | Stati Uniti (bandiera)                     | A     | Odartey Blankson   | 1982 | 200 cm | 96 kg  |  |
| 9  | Italia (bandiera)                          | AC    | Tommaso Rinaldi    | 1985 | 204 cm | 101 kg |  |
| 9  | Stati Uniti (bandiera)                     | GA    | Tim Pickett        | 1981 | 193 cm | 84 kg  |  |
| 11 | Argentina (bandiera) · Italia (bandiera)   | P     | Fernando Labella   | 1971 | 185 cm | 85 kg  |  |
| 12 | Argentina (bandiera) · Italia (bandiera)   | GA    | Demián Filloy      | 1982 | 198 cm | 95 kg  |  |
| 13 | Italia (bandiera)                          | C     | Simone Bagnoli     | 1981 | 205 cm | 100 kg |  |
| 14 | Argentina (bandiera) · Italia (bandiera)   | PG    | Germán Scarone (C) | 1975 | 190 cm | 86 kg  |  |
| 15 | Canada (bandiera) · Italia (bandiera)      | AC    | Peter Guarasci     | 1974 | 204 cm | 104 kg |  |
| 16 | Italia (bandiera)                          | GA    | Andrea Vitale      | 1981 | 199 cm | 92 kg  |  |
| 18 | Polonia (bandiera)                         | A     | Wojciech Barycz    | 1984 | 208 cm | 106 kg |  |

| Allenatore                                                                  |
| - Paolo Rossi                                                               |
| Assistente/i                                                                |
| - Massimo Galli Legenda - (C) Capitano Roster Aggiornato al: 30 giugno 2006 |

## Risultati

### Campionato

#### Stagione regolare

##### Girone di andata
| Arbitri: | Carmelo Loguzzo Emanuele Aronne Paolo Bertelli |

|               |          |             |
| Logan 24      | Punti    | 19 Blankson |
| Logan, Mack 6 | Assist   | 6 Scarone   |
| Gatto 9       | Rimbalzi | 8 Bagnoli   |

| Arbitri: | Paolo Quacci Antonio Florian Maurizio Biggi |

|                     |          |             |
| Bagnoli, Whiting 23 | Punti    | 20 Formenti |
| Scarone 3           | Assist   | 4 Johnson   |
| Bagnoli 12          | Rimbalzi | 7 Bougaïeff |

| Arbitri: | Silvio Corrias Andrea Masi Fabrizio Conti |

|             |          |             |
| Whiting 16  | Punti    | 21 Sato     |
| Scarone 4   | Assist   | 1 Sato      |
| Guarasci 12 | Rimbalzi | 11 Maggioli |

| Arbitri: | Maurizio Pascotto Giorgio Provini Gaetano Perretti |

|              |          |                                 |
| Melvin 19    | Punti    | 15 Blankson, D. Filloy, Whiting |
| Santangelo 5 | Assist   | 5 Whiting                       |
| Pearson 9    | Rimbalzi | 8 Guarasci                      |

| Arbitri: | Dino Mastrantoni Barbara La Rocca Gianluca Calbucci |

|          |          |                    |
| McKie 34 | Punti    | 35 Scarone         |
| McKie 2  | Assist   | 1 Bagnoli, Scarone |
| Brkic 15 | Rimbalzi | 7 Blankson         |

| Arbitri: | Giovanni Di Modica Roberto Materdomini Luca Weidmann |

|                     |          |               |
| Bagnoli 21          | Punti    | 19 Smith      |
| Blankson, Scarone 2 | Assist   | 5 G. Niccolai |
| Bagnoli, Whiting 8  | Rimbalzi | 16 Smith      |

| Arbitri: | Roberto Pasetto Saverio Lanzarini Evangelista Caiazza |

|          |          |                              |
| Darby 14 | Punti    | Whiting 29                   |
| Darby 3  | Assist   | 1 Bagnoli, Blankson, Whiting |
| Bryan 8  | Rimbalzi | 11 Bagnoli                   |

| Arbitri: | Gianni Caroti Eduardo Ciano Gianluca Calbucci |

|            |          |             |
| Scarone 33 | Punti    | 41 Colson   |
| Scarone 3  | Assist   | 7 Bencaster |
| Bagnoli 12 | Rimbalzi | 13 Nikkilä  |

| Arbitri: | Alessandro Martolini Alessandro Terreni Corrado Federici |

|                    |          |            |
| Phillips 23        | Punti    | 27 Whiting |
| Shannon 7          | Assist   | 9 Scarone  |
| Yango, Zacchetti 8 | Rimbalzi | 12 Bagnoli |

| Arbitri: | Roberto Pasetto Gabriele Bettini Paolo Bertelli |

|             |          |            |
| Whiting 20  | Punti    | 30 Collins |
| Scarone 3   | Assist   | 6 Mathis   |
| Guarasci 11 | Rimbalzi | 9 Vanuzzo  |

| Arbitri: | Renato Capurro Vincenzo Terranova Barbara La Rocca |

|           |          |             |
| Oliver 26 | Punti    | 24 Whiting  |
| Oliver 4  | Assist   | 4 Whiting   |
| Massie 11 | Rimbalzi | 12 Guarasci |

| Arbitri: | Maurizio Pascotto Gaetano Perretti Fabrizio Conti |

|              |          |           |
| Whiting 23   | Punti    | 18 Rogers |
| Labella 5    | Assist   | 4 Rogers  |
| D. Filloy 11 | Rimbalzi | 8 Rusconi |

| Arbitri: | Gianni Caroti Eduardo Ciano Alessandro Terreni |

|              |          |            |
| Wilson 20    | Punti    | 18 Scarone |
| Wilson 4     | Assist   | 3 Bagnoli  |
| Victoriano 8 | Rimbalzi | 9 Guarasci |

| Arbitri: | Renato Capurro Evangelista Caiazza Emanuele Aronne |

|                              |          |              |
| Whiting 18                   | Punti    | 18 Maresca   |
| Guarasci, Labella, Whiting 2 | Assist   | 3 Amoroso    |
| Bagnoli 11                   | Rimbalzi | 14 Grgurević |

| Arbitri: | Giovanni Di Modica Vincenzo Terranova Gianluca Calbucci |

|                     |          |                     |
| Coleman, Johnson 20 | Punti    | 18 Bagnoli, Scarone |
| cinque giocatori 2  | Assist   | 3 Whiting           |
| Zanelli 8           | Rimbalzi | 7 Bagnoli           |

##### Girone di ritorno
| Arbitri: | Marco Giansanti Massimiliano Barni Eduardo Ciano |

|             |          |              |
| Whiting 18  | Punti    | 16 Gallinari |
| Labella 4   | Assist   | 5 Hoover     |
| Guarasci 10 | Rimbalzi | 9 Ezugwu     |

| Arbitri: | Silvio Corrias Roberto Materdomini Giorgio Provini |

|            |          |                      |
| Wade 26    | Punti    | 26 Whiting           |
| Esposito 4 | Assist   | 3 D. Filloy, Scarone |
| Slay 7     | Rimbalzi | 7 Blankson           |

| Arbitri: | Renato Capurro Roberto Pasetto Gianluca Calbucci |

|           |          |             |
| Sato 30   | Punti    | 18 Guarasci |
| Rossini 3 | Assist   | 3 Whiting   |
| Dorsey 12 | Rimbalzi | 14 Bagnoli  |

| Arbitri: | Pietro Crescenti Lorenzo Gori Andrea Masi |

|             |          |                 |
| Whiting 17  | Punti    | 24 Feliciangeli |
| Scarone 5   | Assist   | 1 Fazzi, Melvin |
| D. Filloy 9 | Rimbalzi | 7 Rosselli      |

| Arbitri: | Davide Ramilli Luca Weidmann Giorgio Provini |

|                    |          |                   |
| Whiting 23         | Punti    | 27 Hicks          |
| Labella, Scarone 1 | Assist   | 4 Hicks           |
| Bagnoli, Sims 10   | Rimbalzi | 9 Heinrich, Hicks |

| Arbitri: | Paolo Bertelli Gianni Caroti Corrado Federici |

|                 |          |                      |
| Boni 35         | Punti    | 21 Blankson, Whiting |
| Meini 2         | Assist   | 4 D. Filloy          |
| Boni, Salyers 8 | Rimbalzi | 7 Bagnoli, Blankson  |

| Arbitri: | Emanuele Aronne Pietro Crescenti Roberto Pinto |

|            |          |           |
| Sims 22    | Punti    | 30 Thomas |
| Sims 4     | Assist   | 4 Ghiacci |
| Guarasci 9 | Rimbalzi | 10 Bryan  |

| Arbitri: | Marco Giansanti Roberto Pasetto Eduardo Ciano |

|            |          |                    |
| Colson 41  | Punti    | 19 Bagnoli         |
| Colson 7   | Assist   | 2 Labella, Scarone |
| Callori 11 | Rimbalzi | 10 Bagnoli         |

| Arbitri: | Matteo Vianello Antonio Florian Giorgio Provini |

|            |          |                          |
| Whiting 25 | Punti    | 23 Shannon               |
| Pickett 3  | Assist   | 2 Phillips, Zanus Fortes |
| Sims 12    | Rimbalzi | 8 Yango                  |

| Arbitri: | Lorenzo Gori Luca Weidmann Corrado Federici |

|           |          |                          |
| Mathis 24 | Punti    | 22 Pickett               |
| Mathis 9  | Assist   | 2 Pickett, Scarone, Sims |
| Vanuzzo 7 | Rimbalzi | Sims 11                  |

| Arbitri: | Davide Ramilli Alessandro Vicino Gaetano Perretti |

|            |          |                           |
| Pickett 30 | Punti    | 21 Oliver                 |
| Scarone 3  | Assist   | 2 Kraidy, Quintero, Ruini |
| Sims 11    | Rimbalzi | 7 Massie                  |

| Arbitri: | Alessandro Martolini Giovanni Di Modica Maurizio Biggi |

|           |          |            |
| Rogers 16 | Punti    | 22 Bagnoli |
| Rogers 6  | Assist   | 4 Scarone  |
| Jelić 10  | Rimbalzi | 7 Sims     |

| Arbitri: | Pietro Crescenti Barbara La Rocca Gabriele Bettini |

|            |          |               |
| Scarone 25 | Punti    | 25 Victoriano |
| Scarone 8  | Assist   | 3 Wilson      |
| Bagnoli 10 | Rimbalzi | 9 Salvi       |

| Arbitri: | Silvio Corrias Massimiliano Barni Andrea Masi |

|             |          |                     |
| Hurd 23     | Punti    | 20 Sims             |
| Childress 4 | Assist   | 3 Guarasci, Labella |
| Hurd 11     | Rimbalzi | 8 Sims              |

| Arbitri: | Luca Weidmann Gaetano Perretti Maurizio Biggi |

|             |          |            |
| Scarone 27  | Punti    | 27 Johnson |
| Scarone 5   | Assist   | 7 Johnson  |
| Guarasci 10 | Rimbalzi | 11 Coleman |

#### Play-off
| Arbitri: | Dino Seghetti Alessandro Vicino Vincenzo Terranova |

|                    |          |                           |
| Sims 20            | Punti    | 18 Nikagbatse             |
| Labella, Scarone 4 | Assist   | 7 Childress               |
| Guarasci 9         | Rimbalzi | 7 Chiaramello, Nikagbatse |

| Arbitri: | Carmelo Lo Guzzo Roberto Pasetto Giorgio Provini |

|             |          |               |
| Sims 22     | Punti    | 13 Nikagbatse |
| Scarone 6   | Assist   | 5 Childress   |
| Mackinnon 8 | Rimbalzi | 6 Devecchi    |

| Arbitri: | Roberto Begnis Giovanni Di Modica Matteo Vianello |

|                                       |          |                             |
| Amoroso 17                            | Punti    | 21 Sims                     |
| Amoroso, Childress, Maresca, Vitali 1 | Assist   | 1 Labella, Scarone, Whiting |
| Amoroso 10                            | Rimbalzi | 8 Mackinnon                 |

| Arbitri: | Stefano Ursi Gianni Caroti Massimiliano Barni |

|               |          |             |
| Childress 23  | Punti    | 23 Whiting  |
| Maresca 3     | Assist   | 5 Scarone   |
| Chiaramello 7 | Rimbalzi | 12 Guarasci |